# Brombach (Lörrach)
Brombach (alemannisch auch Bromech) ist mit 987 ha Gemarkungsfläche Fläche flächenmäßig der größte Ortsteil der Stadt Lörrach; er ist nach Stetten mit 6354 Einwohnern (2006) der zweitgrößte bezogen auf seine Einwohnerzahl. Brombach befindet sich im nordöstlichen Teil des Stadtgebietes zwischen der linken Seite des Flusses Wiese und den westlichen Ausläufern des Dinkelbergs. Es bildet ein Unterzentrum Lörrachs mit Geschäften und Einrichtungen des kurz- und mittelfristigen Bedarfs. Brombach wurde 786 erstmals urkundlich erwähnt. Im 13. Jahrhundert geriet das Dorf durch eine Burggründung in die Hände des Adelsgeschlechts Reichenstein, das über 500 Jahre in ihrem Besitz blieb. Seit 1975 gehört das Dorf Brombach zur Stadt Lörrach.

## Lage und Geographie

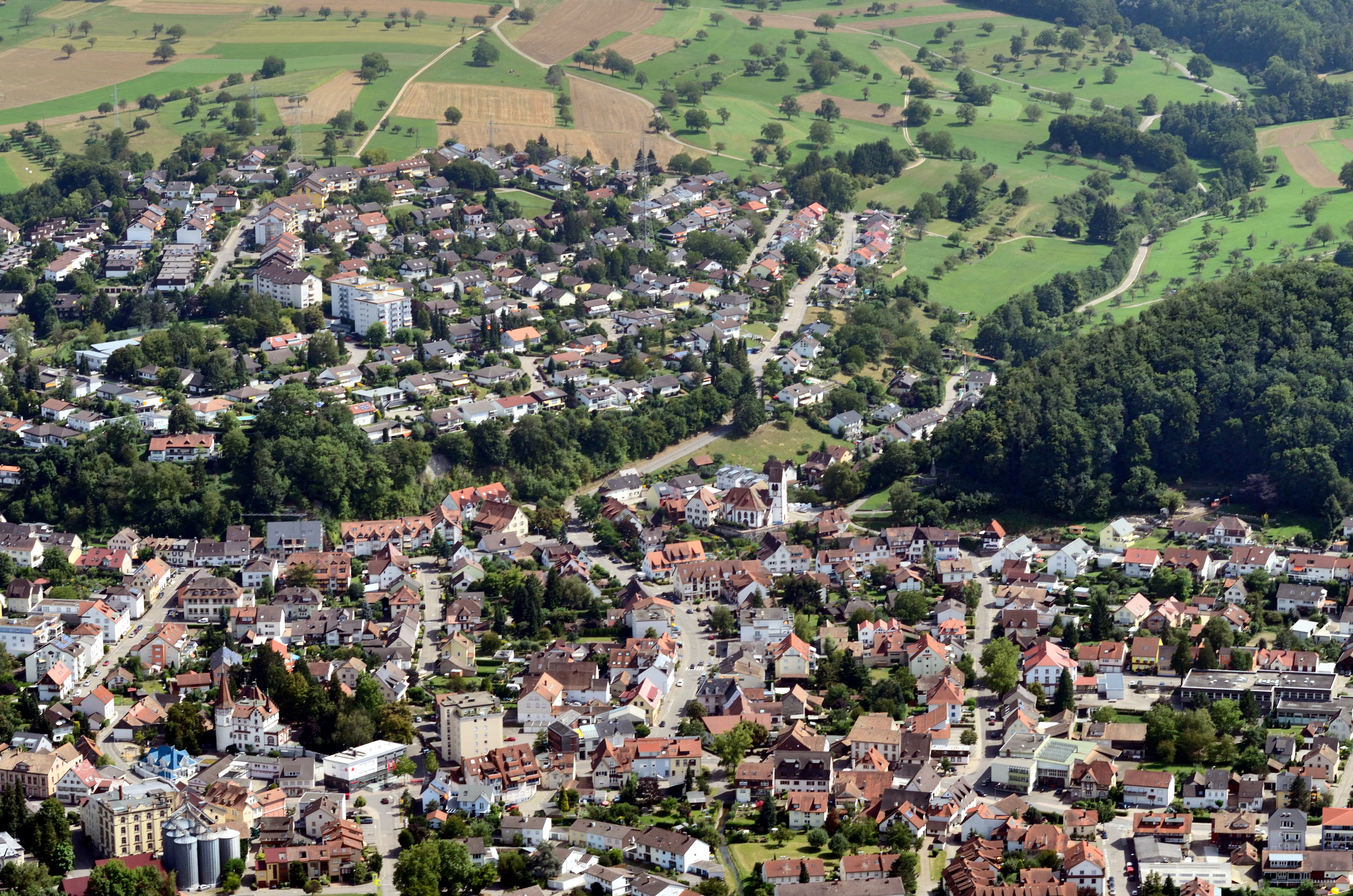
Luftbild Brombachs von Westen

Der Kern Brombachs erstreckt sich auf einer hochwasserfreien Niederterrasse und dem Schwemmkegel des Löhrgrabens zwischen dem Fluss Wiese und dem Dinkelberg. Neben relativ jungen Wohngebieten haben sich in den Auen Industriegebiete angesiedelt. In den 1970er Jahren hat sich auf den Höhen des Dinkelbergs das Wohngebiet Bühl entwickelt. So ergibt sich von der Flussaue über die Niederterrasse bis hin zu den Höhen eine reliefmäßige Dreiteilung des Gemeindegebietes mit über 150 m Höhendifferenz zwischen dem niedrigsten und dem höchsten Punkt auf der Gemarkungsfläche. Als Grundriss der Straßenordnung ist ein unregelmäßiger Verlauf entlang des alten Ortskerns an der Ringstraße festzumachen. An der von Nordost nach Südwest verlaufende Durchgangsstraße Lörracher Straße/Schopfheimerstraße haben sich mehrere parallel verlaufende Straßen ausgerichtet.
Zum Ort Brombach gehört zudem die etwa 1,6 Kilometer südöstlich gelegene Rotte Juch. Die Rotte besteht aus vier Höfen und wird über die Hüsingerstraße von Brombach her erschlossen. Durch den Ort führt die Passstraße von Brombach nach Hüsingen auf einer Hochebene auf rund 388 m Höhe und gehört zu Brombach. Von Juch zweigen einige Feldwege ab sowie die eine Landstraße, welche als Zufahrt der Bühler-Hütte dient.
Zwischen dem Stadtzentrum Lörrachs und Brombach befindet sich der Homburger Wald. Höchste Erhebung Brombachs ist die Mezelhöhe im Gewann Bollhalden im Süden Brombachs mit einer Höhe von 487 m ü. NN. Die Gemarkungsfläche Stockert im Hauinger Wald ist eine 38 Hektar große zu Brombach gehörende Exklave, die sich nördlich von der eigentlichen Gemarkungsfläche befindet.

## Geologie
Südlich von Kandern verbreitert sich die Vorbergzone des Schwarzwaldes nach Osten zur Schopfheimer Bucht, an deren Westrand sich Brombach befindet. In ihr haben sich beim Aufsteigen des Schwarzwaldes in der Tertiärzeit in geschützter Tieflage Schichten des Deckgebirges erhalten, die auf dem Schwarzwald bereits weitgehend abgeräumt sind. Es sind dies Sedimente von Buntsandstein, Muschelkalk, Keuper und in kleinen Resten von Unterjura. Auf Brombachs Gemarkung sind alle genannten Schichten anzutreffen.
Dominierend ist der Muschelkalk des Dinkelbergplateaus. Da sich die Muschelkalkplatte des Dinkelbergs allgemein leicht nach Süden neigt und einzelne Bruchstücke (Schollen) tiefer eingesunken sind, treffen wir nahe der Süd- und Südostgrenze der Gemarkung auf jüngere von der Abtragung noch nicht erreichte Schichten, nämlich die des Keupers. Besonders tief lagert die Scholle um die Metzelhöhe, sodass dort sogar noch ein Rest Unterjura (Lias) erhalten ist. Die ältesten Schichten, die des Buntsandsteins, sind dagegen nur in dem kleinen Gemarkungszipfel nördlich der Wiese anzutreffen. Wir befinden uns hier im Bereich des sog. Weitenauer Berglandes, wo der tektonisch höheren Lage wegen der Muschelkalk östlich der Heilisau bereits bis auf wenige Reste (im Stockert, auf dem Rechberg) abgetragen ist.
In den Steinbrüchen hinter dem Gasthaus Waldhorn und bei der Einmündung der Großmannstraße in die Hüsingerstraße sieht bzw. sah man Schichten des Oberen Muschelkalks: gelblich verwitternde, frisch gebrochen graue, plattige bis gebankte Kalke. Einen guten Einblick in den unteren Muschelkalk gibt es am Prallhang der Wiese unmittelbar oberhalb des Wuhrs. Der Mittlere Muschelkalk bildet zwischen dem Kirchsporn und einer Verwerfung im Hellberg den unteren Dinkelbergnordhang und mit dem unteren Muschelkalk den Sockel des Schindelbergs über dem Wiesental, ist aber nirgends aufgeschlossen. Es gibt in Brombach auch, anders als anderswo am Dinkelberg (z. B. bei Maulburg) keine aufgelassenen Stollen, in denen man einst den im Mittleren Muschelkalk vorkommenden Gips abbaute. Auch die vorwiegend tonig-mergeligen grauen, grünlichen und rötlichen Schichten des Keupers sind auf der Gemarkung wenig aufgeschlossen. Auf der Metzelhöhe trifft man in alten Steinbrüchen auf die dunklen Kalke des Unterjura, die reichlich Gryphäen, Belemniten und Bruchstücke von Ammoniten (Arieten) enthalten.
Das alte Dorf selbst hat sich am Fuß des Dinkelbergs, am Ausgang des Dorfbaches in den Talraum der Wiese angesiedelt. Im Tal der Wiese bilden die Schotter der letzten Kaltzeit (Würmkaltzeit, hier zur Neuenburg-Formation gehörend) den Untergrund. Auf Brombacher Gemarkung weist die Talebene zwei Niveaus auf. Ein höheres, älteres am Fuße des Dinkelbergs anschließendes, das nördlich der alten B 317 mit einer teils steileren, teils flachen Böschung, dem Hochgestade, zum tieferen Niveau, der von Auenlehm bedeckten Talaue abfällt. Diese hat die sich eintiefende Wiese nacheiszeitlich geschaffen.
Die Muschelkalktafel des Dinkelbergs ist auch auf der Brombacher Gemarkung in einzelne Schollen zerbrochen. So lässt z. B. das Fehlen des aus Unterem und Mittlerem Muschelkalk bestehenden Sockels zwischen Kirchsporn und Schindelberg auf eine grabenartige Absenkung der den Bühl bildenden Scholle schließen. In diesem Bereich sammeln sich auch die im Keuperwaldgebiet entspringenden Bäche (Tannengrabenbach, Löhrgrabenbach, Münchhäuslisgrabenbach) zum Dorfbach. Der Obere Muschelkalk weist auch im Brombacher Bann Karsterscheinungen auf, z. B. Dolinen im Einzugsbereich des Tannengrabens und im klüftigen Kalk versickernde Bachläufe.

## Geschichte

### Frühe Besiedlung und erste Erwähnung

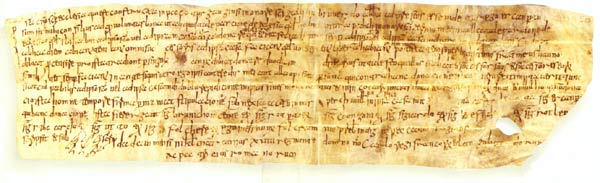
Schenkungsurkunde aus dem Jahr 786

Die heutige Gemarkung Brombachs wurde bereits von den Kelten, Römern und Alamannen besiedelt. Im November 1894 fand man zwei Kilometer östlich von Brombach an der Grenze des Waldes von Hüsingen Skelette mit mehreren Grabbeigaben. Die Gräbergruppe am sogenannten „Blinzgraben“ stammen aus der Karolingerzeit nach 700. Das Dorf Brombach wurde am 27. Februar 786 zum ersten Mal in einer Urkunde erwähnt, die eine Schenkung von Ercanpert an einen Abt namens Werdo aus dem Kloster St. Gallen belegt. Von Ercanpert ist bekannt, dass er ein fränkischer Beamter in Brombach war. Mit der Schenkung übertrug er einen Teil der Rechte und Einnahmen, die bisher dem „Heiligen German zu Brombach“ gehörten dem Kloster. Es ist nicht bekannt, ob Ercanpert Gründer oder Erbe der Kirche und Besitzungen in Brombach war. Als weiterer Teil der Schenkungsurkunde verpflichtete Ercanpert seinen Bruder Hanno dem Kloster jährlich zehn Denare zu schenken. Neben den Besitzungen in Brombach war auch die Kirche in Weil Teil der Verfügung. Dazu heißt es in den ersten Zeilen der St. Galler Urkunde:

„Sacrosancte ecclesia, qui est constructa in paco Turgauginsi in onore sancti Galii, hubi Werdo abba ad presens esse vedetur. Ego Ercanpertu(s) sumsit mihi consilius adque voluntas bona, ut aliquid tale parcione de exlesia, quod habui in Prampahch in onere santi Germani, et in Willa talte parcione de eclesia, quod ibi habui, ad ipso sancto vel ad ipsam casam Dei trado adque transfundo, ut ab hac diem abiant; […]“

Auf Deutsch:

„Der hochheiligen Kirche, die in Thurgau zu Ehren des heiligen Gallus errichtet worden ist, wo Werdo gegenwärtig Abt ist. Ich, Ercanpert, habe den Entschluss und guten Willen gefasst, meinen Anteil, den ich an der Kirche zu Prampahch (Brombach) zu Ehren des heiligen Germanus und denjenigen, den ich an der Kirche von Willa (Weil) habe, dem Heiligen und dem Gotteshaus selber zu schenken. Das habe ich auch getan. […]“

### Bedeutung des Ortsnamens
Von 786 bis 1493 sind die Schreibweisen Prampahch (786), Branbach (fünfmal zwischen 1258 und 1351), Brambach (14 mal zwischen 1259 und 1514), Bronbach (1419) und Brombach (in einer Urkundenkopie von 1113 aus dem 16. Jahrhundert und häufig seit 1493) überliefert. Die sprachliche Wandlung vom langen [a] auf das lange [o] ist durch den alemannischen Dialekt bedingt. Das mittelhochdeutsche Wort „brame“ (althochdeutsch: „bramo“) bedeutet Dornstrauch und ist im Wort Brombeere (mittelhochdeutsch: „bramber“) enthalten. Obwohl das Stadtwappen einen Brunnen zeigt und damit auf die entsprechende Bedeutung verweist, deuten alte Urkunden eher auf darauf hin, dass sich der Name aus dem Wort „Brombeere“ herleitet. Damit ergibt sich für die Bedeutung des Ortsnamens Brombach: die Siedlung an einem Bach, an dessen Ufer viele Dornensträucher wachsen.

### Epoche der Herren Reichenstein
1113 übergab Walcho von Waldeck seine Besitzungen in Brombach an das Kloster St. Blasien. Im 13. Jahrhundert ist eine Burggründung durch die Herren Reich von Reichenstein überliefert. Über 500 Jahre lang gehörte Brombach diesem Adelsgeschlecht, das seinen Herrensitz in der Dorfmitte von Brombach hatte. 1294 verkaufte Mathias Reich die Wasserburg und das Dorf an seinen Bruder, dem Basler Fürstbischof Peter I. In der Urkunde heißt es dazu:

„Alle die es angeht sollen es wissen, dass ich Mathias Reich, Schatzmeister am Hof des Basler Bischofs, mein Eigentum an Veste, Hof und Dorf Brambach mit seinen Leuten, Äckern, Matten und Weid, Fischteichen, Wald und allen Rechten am 15. April 1294 für 200 Mk Silber an den H.H.u. Vater, dem Basler Bischof kaufweise übergeben habe.“

Matthias erhielt das Dorf anschließend von seinem Bruder zum Lehen zurück.
Das Baujahr und der Bauherr der Burganlage sind in Urkunden nicht überliefert worden. Ebenso fehlt eine Abbildung der Burg. Aus einer Beschreibung eines Pfarrers namens Deisler aus dem Jahr 1294 geht hervor, dass sie an den vier Ecken Rundtürme besessen haben soll sowie zwei Meter dicke Grundmauern und katakombenartige Kellergänge. Sie soll im Geviert 45 auf 35 m gemessen haben und an jedem Eck einen 5 m breiten Turm gehabt haben. Der Standort war am Platz des heutigen Brombacher Schlösschens in der Dorfmitte. Werner, Vogt von Brombach, war um 1290 Schultheiß von Kleinbasel. Er ist der Stammvater der Herren von Bärenfels. Rudolf von Berne (oder: Derne) war 1336 Vogt von Brombach.
Ende des 13. oder Anfang des 14. Jahrhunderts scheinen die Herren von Rötteln in den Besitz des Dorfes gekommen zu sein, möglicherweise wiederum in Form eines Basler Lehens. Nachdem die Röttler mit Lüthold II. 1316 ausstarben, kamen als deren Erben die Herren von Krenkingen und die Markgrafen von Hachberg-Sausenberg in Besitz Brombachs und schlossen 1326 einen Burgfrieden. In der Folge kam es jedoch zu Erbstreitigkeiten. Nach einem Schiedsspruch durch Graf Konrad von Freiburg aus dem Jahr 1341 durften die Markgrafen Brombach behalten, während das ebenfalls umstrittene Niedereggenen an die von Krenkingen ging. Schließlich wurden die Güter und die Burg wieder an die Herren Reichenstein verliehen. Wie viele Burgen, Schlösser und Häuser erlitt auch die Burg in Brombach Schäden durch das Erdbeben von Basel 1356.
1479 erhielt die Germanus-Kirche einen Choranbau. Am 1. Juni 1556 ließ Markgraf Karl II. von Baden-Durlach eine neue (lutherische) Kirchenordnung einführen (Reformation), die auch für Brombach gültig wurde, während im ebenfalls an die Freiherren Reich von Reichenstein als Lehen vergebenen Inzlingen die katholische Konfession weiter galt. Im Gegensatz zu Inzlingen lag jedoch in Brombach die Hohe Gerichtsbarkeit bei den Markgrafen.

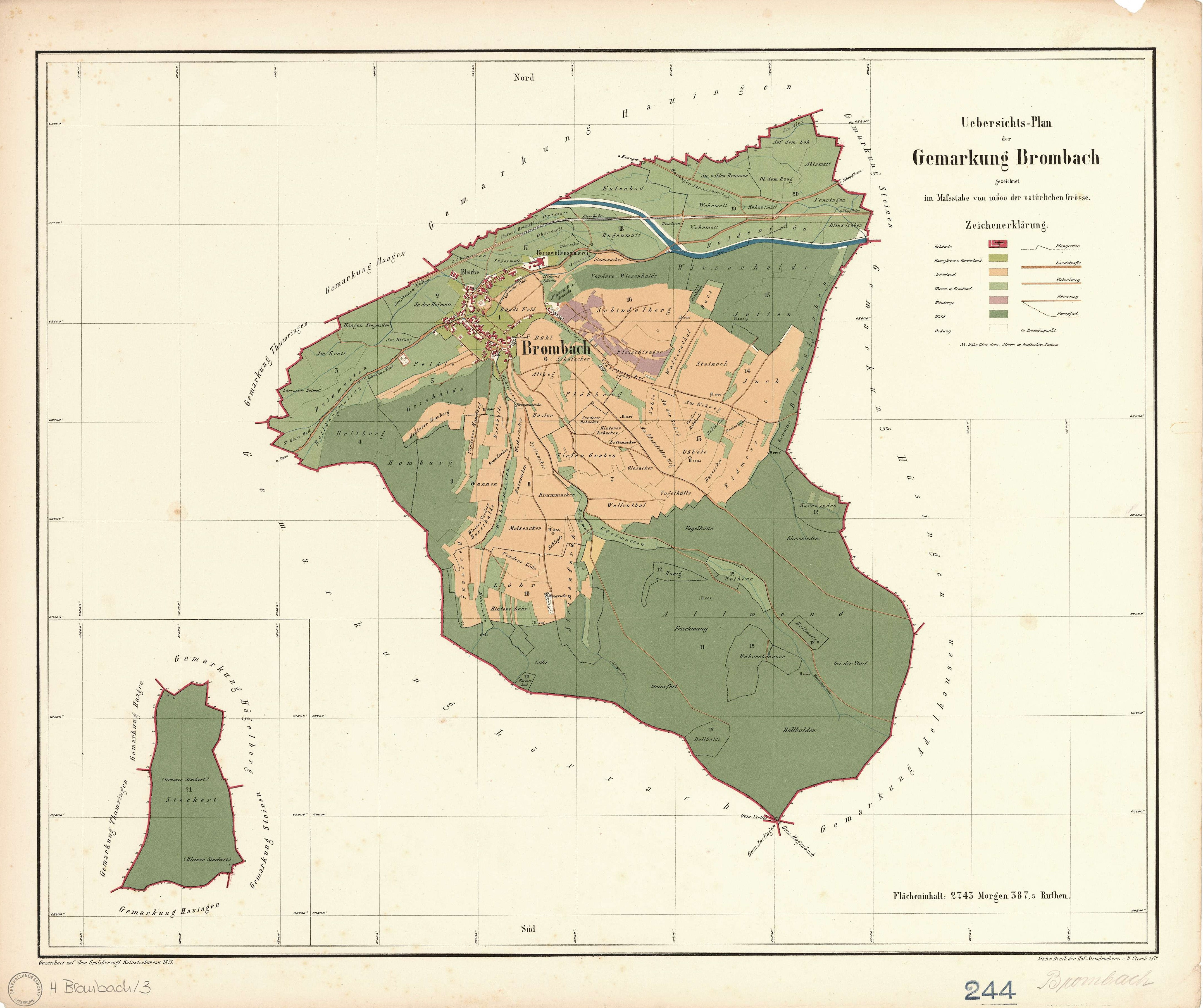
Karte von Brombach (1871)

Zum Kriegsbeginn der 1672 bis 1678 dauernden französischen Erbfolgekriege brachte die Brombacher Gemeinde ihre religiösen Kostbarlichkeiten nach Basel. 1676 durchkämmten französische Truppen das Wiesental als Vergeltung für die Gefangennahme General le Roches durch die Österreicher und brandschatzten am 23. Oktober in Brombach. Nur sieben Häuser und die Kirche blieb dabei unversehrt; aus dem Kirchturm wurde eine Glocke geraubt. Zum Kriegsende 1678 durchzogen die Truppen Brombach ein weiteres Mal. Auch der Spanische Erbfolgekrieg brachte dem Dorf Leid und Verwüstung. Die Aufbauarbeiten nach diesen Kriegen dauerten bis etwa um 1730; zu dieser Zeit standen rund 70 Häuser im Dorf. Die durch das Dorf führende Straße wurde 1763 gepflastert.
Von 1837 bis 1937 betrieben die Gebrüder Großmann aus Aarburg das bis 1914 erfolgreichste Textilunternehmen Deutschlands, bis es nach der Auflösung von Wilhelm Schöpflin übernommen wurde.

### Zeit des Nationalsozialismus
Während des Regimes der Nationalsozialisten erfolgte 1933 auch in Brombach die Auflösung von Arbeitervereinigungen. In der Zeit von 1933 bis 1945 waren insgesamt 691 Zwangsarbeiter und Kriegsgefangene in Brombach untergebracht. Das Einzelschicksal des polnischen Kriegsgefangenen Stanislaus Zasada wurde im Film Eine Liebe in Deutschland (1983) von Andrzej Wajda nach einer Romanvorlage von Rolf Hochhuth filmisch aufgearbeitet. Zasada verliebte sich in eine Brombacherin. Das Liebesverhältnis kam wegen Denunziation an die Öffentlichkeit und führte am 16. Oktober 1941 zur Hinrichtung des Kriegsgefangenen durch den Strang im Steinbruch Hösel.
Wie der Südwesten Deutschlands und der Raum Lörrach im Besonderen blieb wegen der Grenznähe zur Schweiz das Dorf während des Zweiten Weltkrieges weitgehend von schweren Bombenangriffen verschont. Dennoch gab es kriegerische Handlungen, und die schwersten ereignete sich im Februar 1945 in Brombach rund um den Bahnhof. Neben der Rüstungsfabrik Teves wurden auch einige Wohnhäuser durch einen Fliegerangriff der Franzosen zerstört. Der Angriff forderte über 40 Todesopfer und 100 Verletzte.

### Von 1945 bis heute

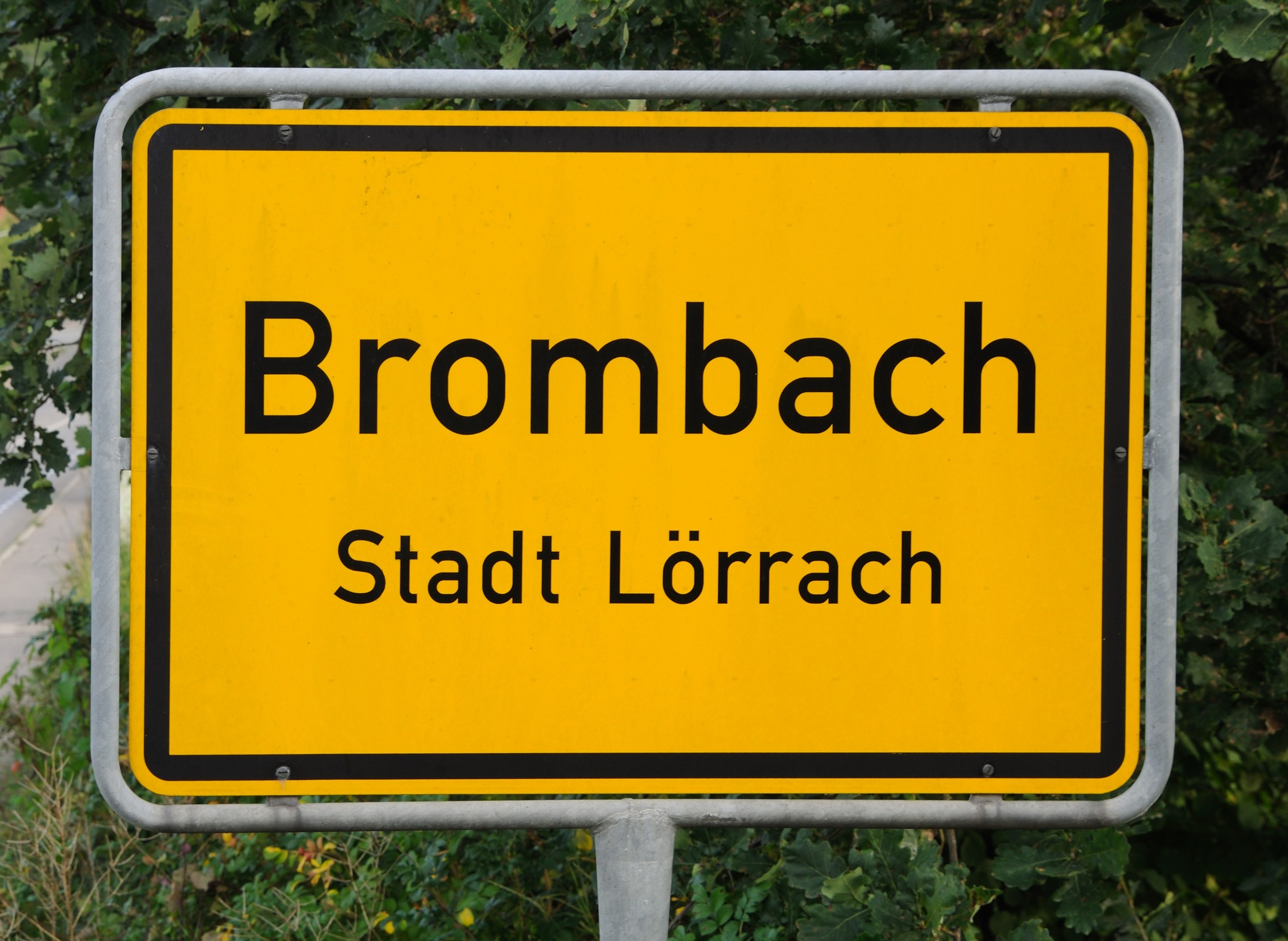
Brombach: seit 1975 zu Lörrach gehörig

Nach dem Krieg demontierte die Französische Besatzungsmacht viele Maschinen und Anlagen in Brombacher Betrieben. Diese wurden jedoch sukzessive bis 1951 wieder aufgebaut und durch einen einsetzenden Flüchtlingsstrom verdoppelte sich von 1945 bis Anfang der 1960er Jahre die Einwohnerzahl der Gemeinde. Um dieser Entwicklung Rechnung zu tragen, wurden die Neubaugebiete Ortmatt, Hugenmatt, Hofmatt und Bühl neu erschlossen und die Kanalisation weitergeführt und damit die Wasserversorgung verbessert. 1967 wurden die Werksiedlungen aufgelöst und zum Teil als Eigentumswohnungen verkauft.
Im Jahr 1966 wurde das Brombacher Schlösschen zum Rathaus umgebaut und von der Gemeindeverwaltung bezogen. Am 27. Juni 1971 fuhr die Tour de France 1971 durch Brombach und war Teil der Etappe von Basel nach Freiburg. Brombach war bis eine selbstständige Gemeinde, bis sie am 1. Januar 1975 zum Ortsteil von Lörrach wurde. 1981 fand man auf dem Bühl die Grundmauern einer römischen Villa, der Villa Rustica (Brombach). Die Fertigstellung der A 98 und B 317 in den 1980er und 1990er Jahren entlastete den Ort vom Durchgangsverkehr.
Das Versandhaus Quelle schloss 1999 seinen Standort in Brombach. Im Jahr 2002 wurde die neue Bibliothek im sanierten Gebäude in der Ringstraße 2, dem ehemaligen Remisengebäude des Brombacher Schlosses, eingeweiht. Seit dem 1. Januar 2005 ist im Brombacher Rathaus das Standesamt untergebracht.
Seit dem 14. Juni 2021 wird das Gewerbegebiet Brombach-Ost erschlossen. Von der zur Verfügung stehenden Fläche von 6,56 Hektar sollen davon 3,9 Hektar als eingeschränktes Gewerbegebiet genutzt werden. Im Gewerbegebiet Ost befindet sich auch das Museumsdepot des Dreiländermuseums.
Am 10. August 2022 wurde bei Bauarbeiten in der Nähe des Bahnhaltepunktes Lörrach-Brombach/Hauingen der Blindgänger einer 250 Kilogramm schweren amerikanischen Fliegerbombe gefunden. Um die Bombe zu entschärfen, wurden rund 3500 Anwohner im Umkreis von 500 Meter evakuiert, die Wiesentalbahn sowie die B 317 gesperrt. Am Großeinsatz waren rund 300 Einsatzkräfte vor Ort. Am frühen Abend konnte der Kampfmittelräumdienst nach erfolgreicher Entschärfung Entwarnung geben.

## Bevölkerung

### Bevölkerungsentwicklung

Grafik zur Einwohnerentwicklung

Die ersten Einwohnerzahlen Brombachs liegen seit etwa 1660 aus den Aufzeichnungen von Kirchenbüchern vor. Offizielle Volkszählungen wurden erst ab 1720 durchgeführt. Seit seinem bestehen wächst die Einwohnerzahl stetig. Die Industrialisierung im 19. Jahrhundert mit dem Ausbau der Textilfirma Großmann und der Neugründung weiterer Betriebe war für die Bevölkerungsentwicklung des Ortes bedeutsam. Großmann hatte um 1900 etwa 1200 mechanische Webstühle und beschäftigte 1913 rund 1350 Mitarbeiter. Markante Rückgänge in der Entwicklung erfuhr der Ort durch die beiden Weltkriege. Einen besonders starken Anstieg verzeichnete der Ort nach Ende des Zweiten Weltkrieges durch den Zuzug von Flüchtlingen und Vertriebenen. Zwischen 1950 und 1965 nahm die Bevölkerung um etwa 50 % zu. Nach der Volkszählung war der Ausländeranteil am 27. Mai 1970 rund 14,2 %.
| Jahr        | 1660 | 1813 | 1840 | 1880 | 1939 | 1949 | 1950 | 1961 | 1965 | 2006 |
| Bevölkerung | 380  | 569  | 753  | 1500 | 2791 | 2952 | 3420 | 4294 | 5023 | 6354 |

### Religion

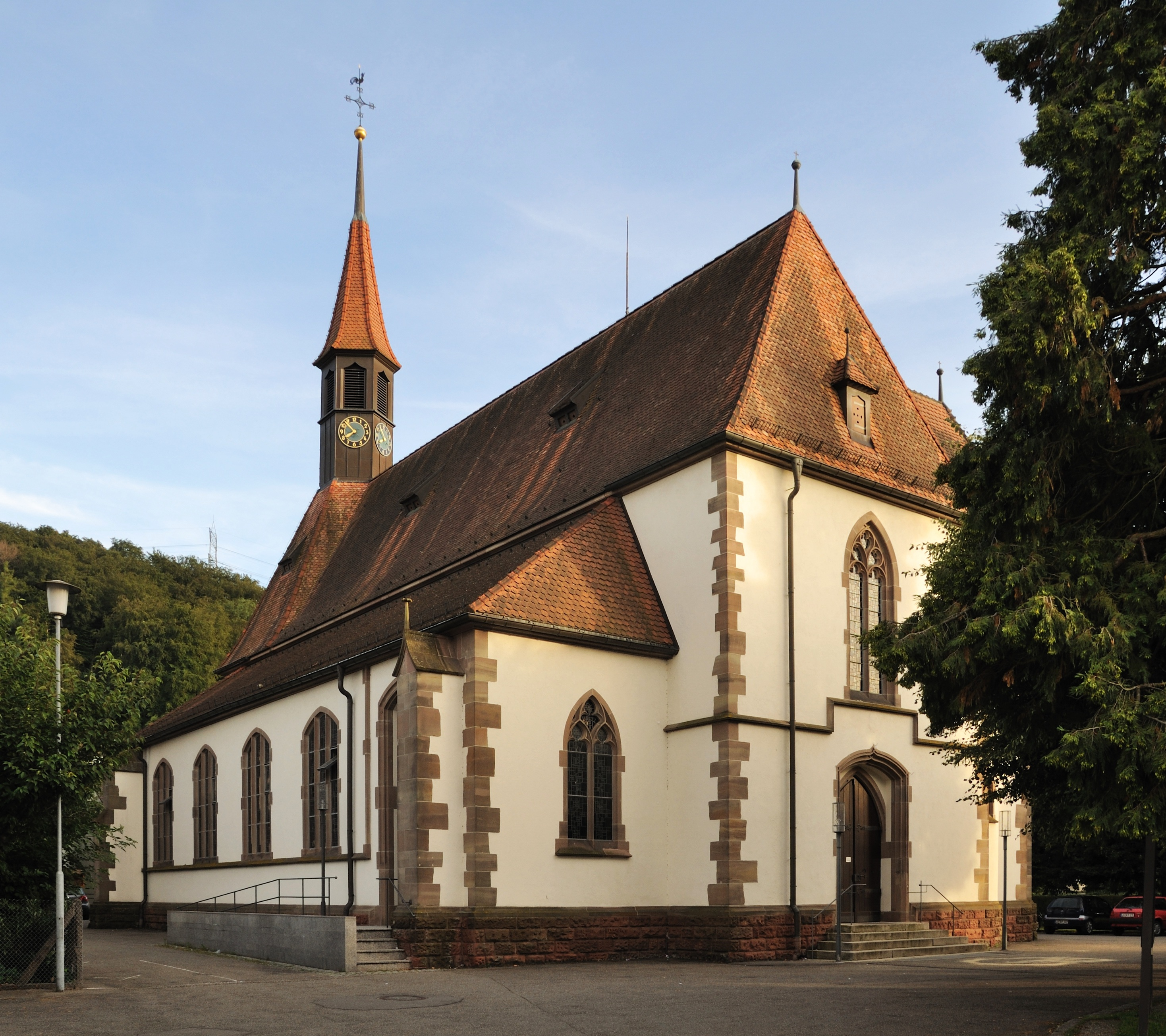
Katholische St.-Josephs-Kirche

Die Geschichte der katholischen Kirchengemeinde Brombachs beginnt nach einer durch die Reformation verursachten Unterbrechung erst gegen Mitte des 19. Jahrhunderts. Zur katholischen Kirchengemeinde zählten neben Brombach auch Haagen und Hauingen. Die industrielle Entwicklung des vorderen Wiesentals während des 19. Jahrhunderts ließ die Zahl der katholischen Bevölkerung verhältnismäßig stark ansteigen. Dies ließ trotz ihrer Stellung als Diaspora im Land Baden die Errichtung einer katholischen Pfarrei in Höllstein, Lörrach, Schopfheim und Brombach zu. 1838 wurde dem Pfarrer von Stetten ein ständiger Vikar bewilligt. Zu dieser Zeit lebten in Brombach gerade 34 Katholiken. Daher wurde zunächst ein Kurat in Steinen errichtet, der bis zur Erbauung einer eigenen katholischen Kirche den Gottesdienst in der evangelischen Kirche in Steinen-Höllstein abhielt. Der Kuratie in Höllstein waren die Gemeinden Brombach, Haagen und Hauingen zugewiesen und zählten 1863 rund 2700 Katholiken. 1867 wurde die Bonifatiuskirche in Lörrach fertiggestellt, was dazu führte, dass Brombach durch die Verfügung des Erzbischöflichen Ordinariats vom 26. September 1867 zusammen mit Haagen und Hauingen der neu gegründete Kuratie Lörrach zugewiesen wurde. 1896 erklärte das Stadtpfarramt, dass der Bau einer eigenen Kirche in Brombach ein dringendes Bedürfnis sei. Nachdem die notwendigen Grundstücke für den Bauplatz einer eigenen Kirche erworben worden waren, kam es am 3. September 1899 zur Grundsteinlegung der katholischen St.-Josefs-Kirche. Am 4. August 1902 erhielt die Kuratie die landesherrliche Anerkennung und im Jahr 1910 zählte Brombach bereits 566 Katholiken. Heutzutage ist die Pfarrei dem Erzbischöflichen Ordinariat in Freiburg unterstellt.

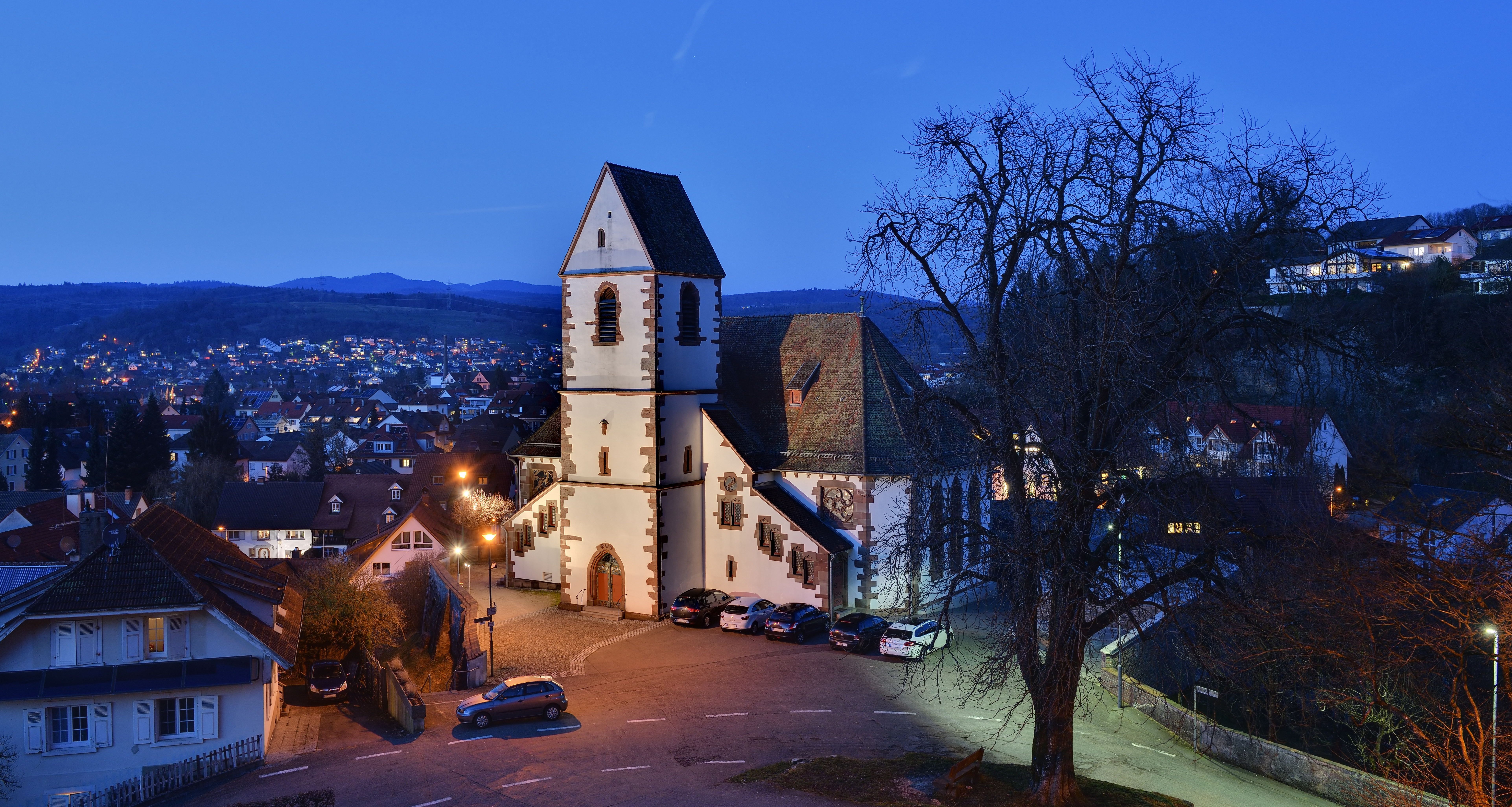
Evangelische Germanus-Kirche

Der Berg auf dem die evangelische Kirche in Brombach steht wurde um 260 n. Chr. von den Alemannen in Besitz genommen worden. Sie hatten die keltische Urbevölkerung verdrängt und die römische Herrschaft besiegt. Es wird vermutet, dass mit der Missionierung der Alemannen durch Columban von Luxeuil der Brombacher Kirchberg zum Verkündungsort des Evangeliums wurde. Die Christianisierung, die am Hochrhein vor allem vom Kloster St. Gallen ausging, ging nur sehr schrittweise voran, da sich bis ins 8. Jahrhundert noch heidnisches Brauchtum unter der Bevölkerung hielt. Im Jahr 1415 wird die Brombacher Pfarrei sowie die kirchlichen Land- und Gebäudebesitzungen ganz dem Kloster St. Blasien unterstellt, was es bis 1556 bleibt. Mit der Reformation wurde der Markgraf von Baden faktisch Bischof über die evangelischen Pfarrer im Markgräflerland. Erhalten sind zahlreiche Bittschriften um finanzielle Unterstützung der Brombacher Pfarrer. Seit 1806 ist für die evangelische Kirche in Brombach der Oberkirchenrat Karlsruhe zuständig.
Die Zugehörigkeit zu den Religionsgemeinschaften verteilte sich in der Vergangenheit wie folgt:
| Religionszugehörigkeit in Brombach | Religionszugehörigkeit in Brombach | Religionszugehörigkeit in Brombach | Religionszugehörigkeit in Brombach |
| Jahr                               | Religion                           | Religion                           | Religion                           |
| ---------------------------------- | ---------------------------------- | ---------------------------------- | ---------------------------------- |
|                                    | evangelisch                        | katholisch                         | sonstige                           |
| 1858                               | 94,1 %                             | 5,9 %                              | 0 %                                |
| 1925                               | 80,9 %                             | 17,8 %                             | 1,3 %                              |
| 1950                               | 72,4 %                             | 22,9 %                             | 4,8 %                              |
| 1961                               | 67,4 %                             | 27,7 %                             | 4,9 %                              |
| 1970                               | 58,4 %                             | 34,6 %                             | 7,0 %                              |

## Politik

### Ortschaftsrat

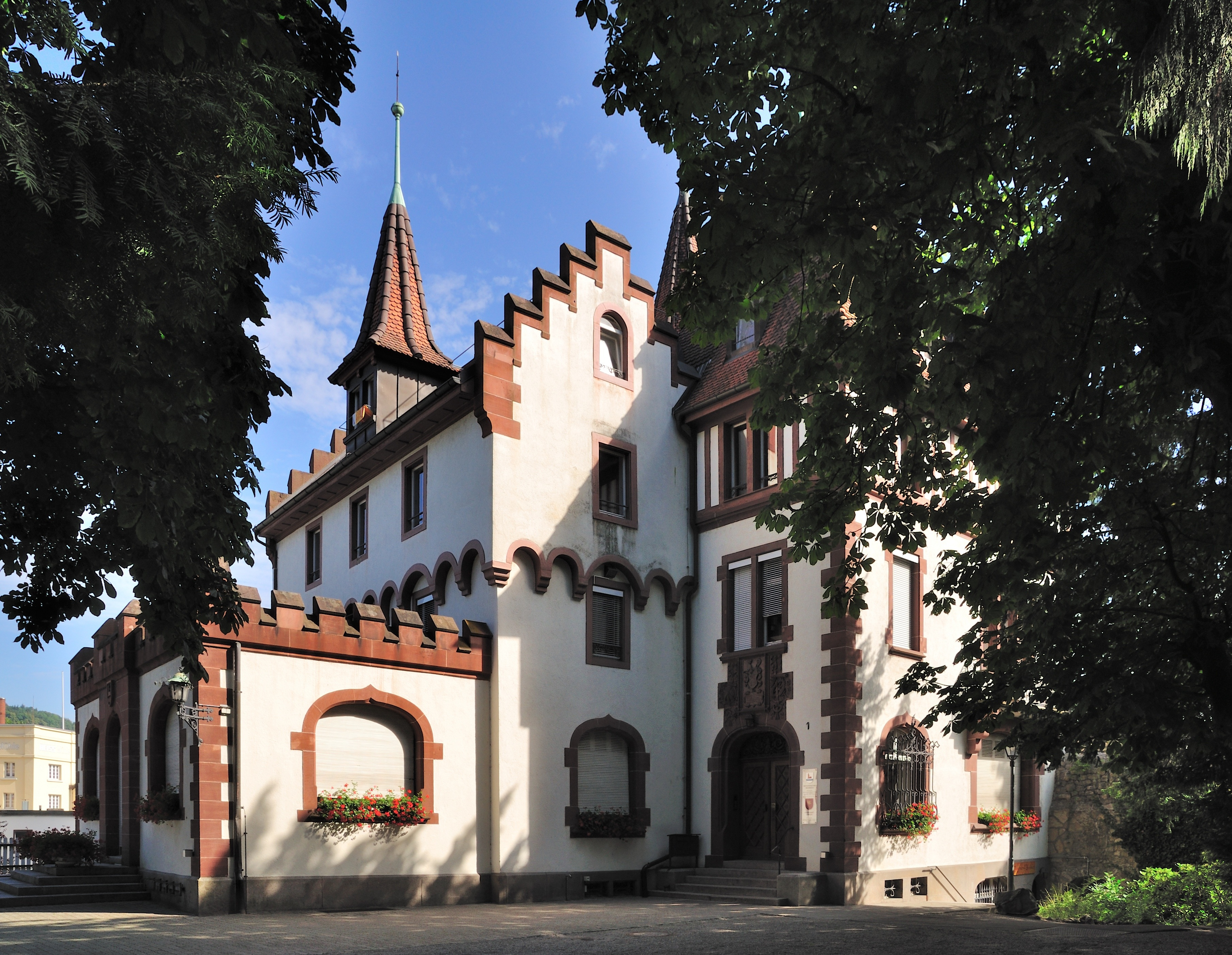
Sitz des Ortschaftsrates: Brombacher Schlösschen

Der Ortsteil Brombach hat seit 1976 einen eigenen, direkt von den Bürgern gewählten Ortschaftsrat, der aus zwölf ehrenamtlich tätigen Ortschaftsräten inklusive eines Ortsvorstehers als Vorsitzenden besteht. Die letzte Wahl fand am 26. Mai 2019 statt. Die Wahlperiode dauert fünf Jahre. Bei der letzten Wahl konnten die Freien Wähler mit 58,53 % sieben Sitze, die CDU mit 17,99 % zwei Sitze und die SPD mit 23,48 % drei Sitze erringen. Ortsvorsteherin ist Silke Herzog von den Freien Wählern.
Sitz der Ortsverwaltung ist seit dem 10. Januar 1967 das Brombacher Schloss. Es wurde 1962 von der Familie Großmann erworben und per Gemeindebeschluss 1965 umgebaut und der Schlossgarten der Öffentlichkeit zugänglich gemacht. Letzter Bürgermeister des eigenständigen Dorfes Brombach war von 1965 bis zur Aufgabe der Selbständigkeit Brombachs Franz Leber. Seit dem 28. Mai 1942 war das Amt des Bürgermeisters hauptamtlich. In der Amtsperiode ab 1971 stand dem Bürgermeister ein Gemeinderat von 16 Mitgliedern bei.

### Vögte und Bürgermeister
Zeitgleich mit den Markgrafen von Hachberg-Sausenberg sind in den Ortschaften, die zum Einflussbereich der Herren von Rötteln gehörten, Dorfvögte aufgetreten. Der erste Vogt in Brombach war der Edelknecht Rudolf von Berne. Bis zum Anfang des 19. Jahrhunderts dienten die Vögte als Beamten im Auftrag des Markgrafen. Die Vögte fungierten gleichzeitig als Richter im Dorfgericht und Mitglied im Landesausschuss. Ihr Amt wurde meist nicht vergütet, brachte allerdings neben einem Ansehen die Befreiung von Frondiensten, Steuern und bürgerlichen Pflichten. Erst 1830 mit dem Gemeindegesetz stand in Brombach nicht mehr ein Vogt, sondern ein Bürgermeister der Ortschaft vor. Bis 1942 war das Amt des Bürgermeisters ehrenamtlich; erst seit dem 28. Mai 1942 wurde es hauptamtlich.
Die Bürgermeister von Brombach im 20. Jahrhundert waren:
- 1900–1913 Johann Marx
- 1913–1917 Ernst Friedrich Ehret
- 1919–1933 Franz Ehret
- 1933–1945 Josef Schmidberger
- 1945–1946 Franz Ehret[51]
- 1947–1948 Ernst Jenne
- 1949–1958 Ernst Meier
- 1957–1965 Franz Ehret Jr.
- 1965–1974 Franz Leber

### Wappen
Das Brombacher Wappen gehört zu den sogenannten „redenden Wappen“ und zeigt einen roten Brunnen mit blauem Strahl über einem blauen Wellenbalken. Der Hintergrund ist silbern (weiß). Die Wappenfarben wurden 1902 vom Generallandesarchiv festgelegt. Das Wappen geht auf ein Prägesiegel aus der ersten Hälfte des 19. Jahrhunderts zurück, welches noch einen laufenden Schalenbrunnen mit zwei Röhren zeigt. Das auf das Jahr 1830 zurückgehende Motiv stammt von der falschen Deutung des Ortsnamens Bronn als Brunnen. Der Wellenbalken symbolisiert den Fluss Wiese.

## Kultur und Sehenswürdigkeiten

### Bauwerke
Auf dem im Ort liegenden Berg Bühl befinden sich die Grundmauern eines römischen Gutshofs aus dem 2. Jahrhundert n. Chr. Er wurde 1979 entdeckt und 1981 ausgegraben und restauriert. Die Ausgrabungen ergaben, dass der Hof abgebrannt sein muss. Im Brandschutt fand man einige verkohlte Äpfel, die man heute im Dreiländermuseum in Lörrach besichtigen kann.

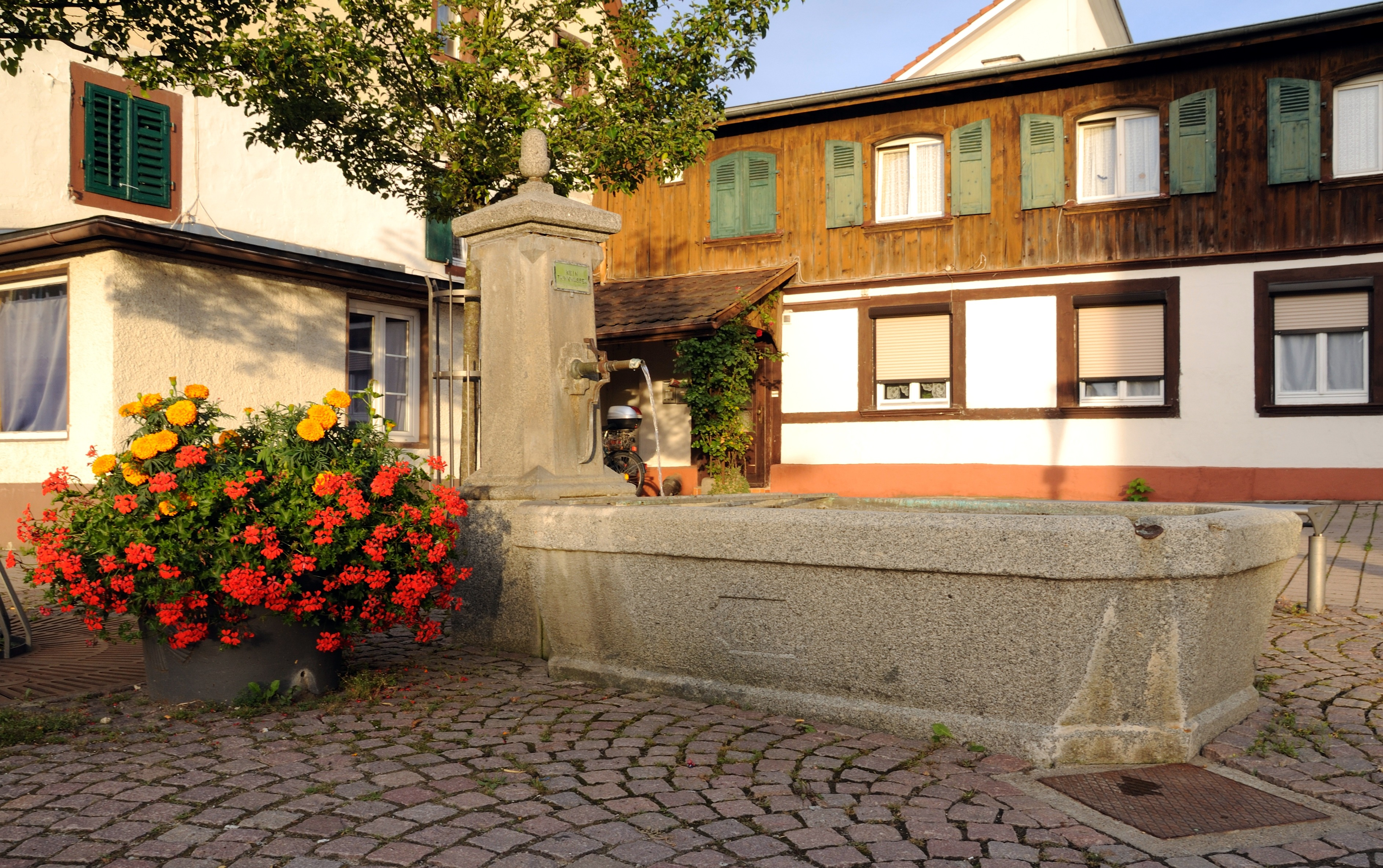
Der Dorfkern Brombachs wird von zahlreichen Brunnen geprägt

Ebenfalls auf dem Bühl befindet sich die „Bildhauer-Rudolf-Scheurer-Stiftung“. In einem zwölf Meter hohen Turm sowie dem umgebenden Garten und dem Anfahrtsweg werden Skulpturen, Reliefs und Grafiken des aus Hauingen stammenden Künstlers Rudolf Scheurer permanent ausgestellt.
Der Ortskern Brombachs besteht teilweise aus Fachwerkhäusern, einige davon stammen aus dem 14. Jahrhundert.
Die einstige Wasserburg wurde 1294 erstmals erwähnt, jedoch 1678 durch französische Truppen ebenso wie die Burg Rötteln zerstört. Das 1880 neu aufgebaute und im Jahr 1900 umgebaute vierflügelige Brombacher Schloss diente zunächst den Fabrikanten Großmann als Wohnsitz und wurde 1962 an die Gemeinde Brombach verkauft. Seit 1966 dient es der Ortsverwaltung als Sitz und Tagungsort. Das Standesamt der Stadt Lörrach hat hier ebenfalls seinen Sitz. Das Schloss wird von einem kleinen Park umgeben, der mittwochs für einen Wochenmarkt genutzt wird. Das benachbarte Remisengebäude wurde 2002 renoviert. Das Gebäude wird teilweise als Wohnhaus, teilweise als Außenstelle der Stadtbibliothek Lörrach genutzt.
Auf einer Anhöhe thront weithin sichtbar die evangelische Germanus-Kirche. Der mittelalterliche Turm stammt aus dem 14. Jahrhundert, der ursprünglich spätgotische Chor wurde in den Jahren 1903 bis 1905 im wilhelminischen Stil angebaut. Der Umbau vergrößerte das Fassungsvermögen der Kirche von 430 auf 810 Plätze. Die drei Fenster im Chor zeigen die Apostel Paulus, Petrus, Johannes und Jakobus. In der Mitte ist Jesus bei der Taufe durch Johannes dem Täufer dargestellt. Die Kirche hat drei Glocken, die größte stammt aus dem Jahr 1595. Ein Kruzifix stammt aus dem Jahr 1479.

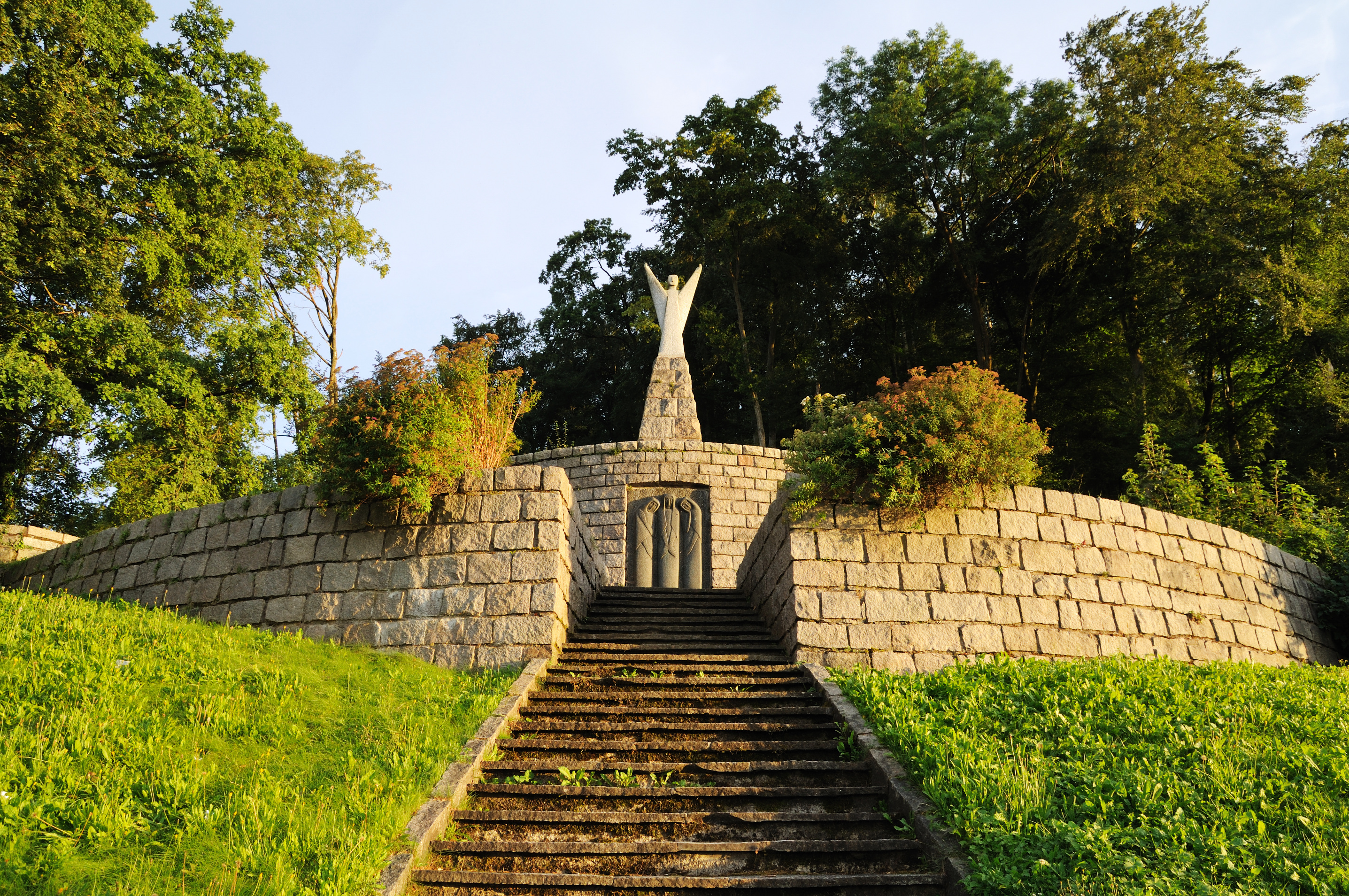
Kriegerdenkmal oberhalb der Germanus-Kirche

Etwas oberhalb der Kirche steht ein "Ehrenmal" für die Opfer beider Weltkriege. Die Gedenkstätte aus dem Jahr 1923 wurde 1959 von dem Bildhauer Rudolf Scheurer neu gestaltet. Sie enthält auf 13 Granittafeln insgesamt 232 Namen von Toten und Vermissten aus dem Zweiten Weltkrieg.
An der Durchgangsstraße befindet sich neben dem Brombacher Friedhof die katholische St.-Josefs-Kirche. Sie wurde 1899 bis 1900 erbaut und ist in einfachen gotischen Formen gehalten. Geweiht wurde sie am 25. November 1900 durch Weihbischof Justus Knecht. Die Kirche bietet 450 Sitz- und 300 Stehplätze. Der Hochaltar stammt vom Freiburger Bildhauer Joseph Dettlinger aus dem Jahr 1906. Im angrenzenden Friedhof befindet sich eine Kapelle mit Glockentürmchen aus dem Jahr 1867.

Blick auf das nächtliche Brombach
Seit 2023 befindet sich das neu errichtete Museumsdepot des Dreiländermuseums, ein Museumsdepot für das städtische Dreiländermuseum, im Norden Brombachs.

### Vereine

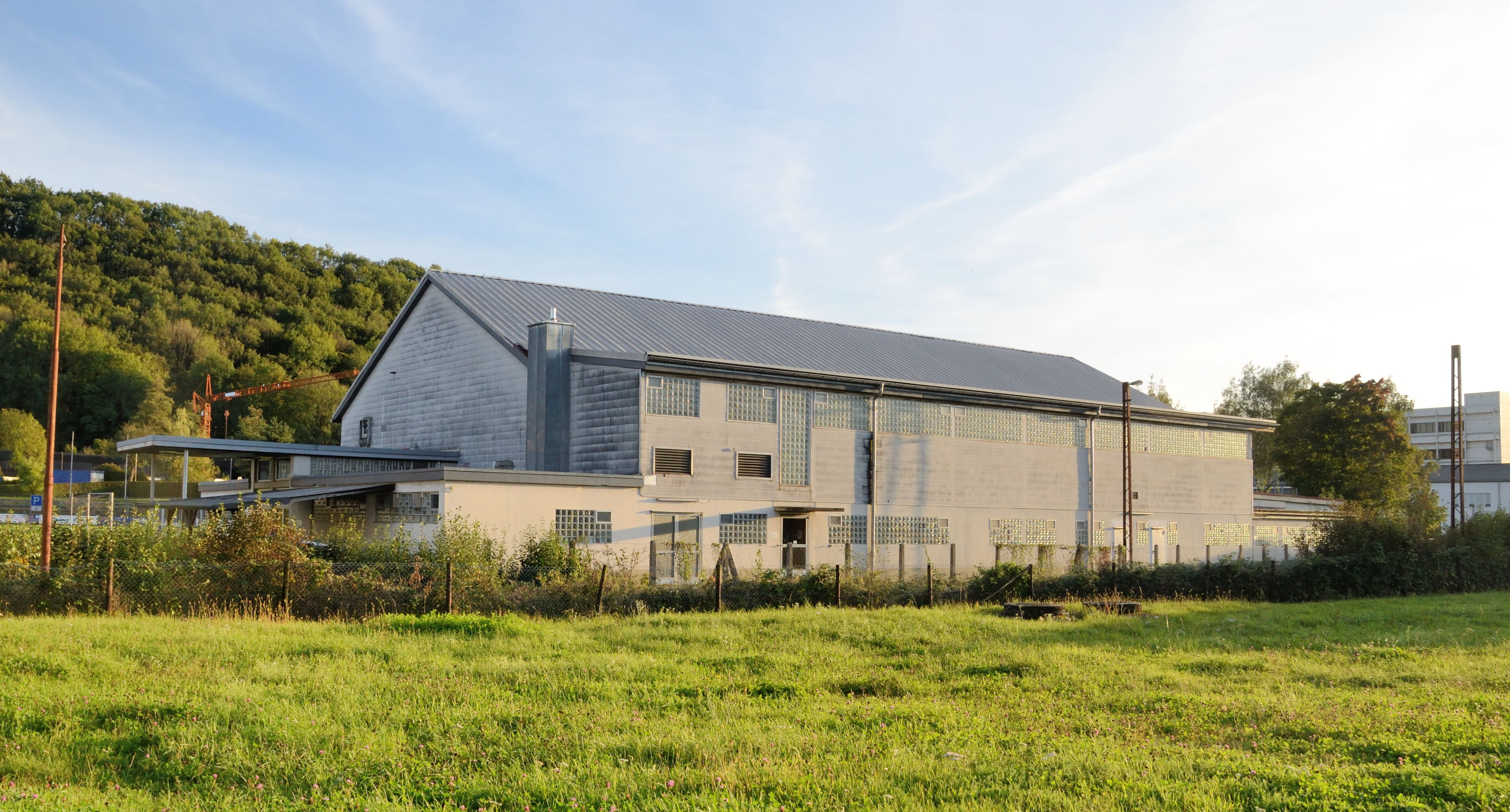
Alte Sporthalle am Hugenmatt

Brombach hat einen eigenen Fußballverein, den FV Brombach 1911 e. V. Der 600 Mitglieder starke Verein stellt mehrere Mannschaften im Jugend- und Herrenbereich. Das Heimstadion befindet sich im Hugenmatt. In der Spielsaison 2009/10 spielte der Fußballverein in der Landesliga. 2011 fusionierte der Verein mit dem FV Lörrach und spielt seither unter dem Namen FV Lörrach-Brombach in der Verbandsliga Südbaden.
Die Handballerinnen des TV Brombach spielten in der Saison 2016/17 in der 3. Liga.
Darüber hinaus sind über 30 Vereine im Bereich Sport, Musik, Fasnacht und Wohlfahrt ansässig.
Seit Mai 2018 wurde auf dem alten Schöpflin-Gelände unweit des S-Bahn-Haltepunktes in Brombach eine neue Mehrzweckhalle errichtet, welche die alte Sporthalle aus dem Jahr 1967 ersetzt hat. Überlegungen zur Errichtung einer neuen Sporthalle gehen auf Beginn der 1990er Jahre zurück und wurden durch einen vom TV Brombach ins Leben gerufenen Förderverein begründet. Die zweiteilige Sporthalle mit einer Sportfläche von 45 × 30 Meter hat eine mobil ausfahrbare Tribüne für 540 Zuschauer. Neben Sportbetrieben dient die Halle auch Veranstaltungen für bis zu 500 Personen. Die Fertigstellung der neuen Sporthalle war für März 2020 geplant, wurde aufgrund der Corona-Pandemie erst am 15. Mai 2022 eröffnet.

### Veranstaltungen
Jedes Jahr finden in Brombach über 50 Veranstaltungen statt, die sich über die letzten Jahre etabliert haben. Dazu zählen Bälle und Umzüge der örtlichen Fasnachtsvereine. Das größte Fest im Ort ist das jedes Jahr an einem Septemberwochenende stattfindende Schlossgrabenfest, welches entlang der Ringstraße und des Schlossparks abgehalten wird.

### Naturdenkmäler
Eine als Naturdenkmal (ND-Nr. 83360500002) ausgewiesene, 500- bis 700-jährige monumentale Stieleiche im Stadtwald (⊙) mit 7,95 m Brusthöhenumfang und einer Höhe von 28 Metern (2015) ist in der Nacht auf Samstag, 5. März 2022 abgebrannt.

Ebenfalls auf Brombacher Gemarkung befindet sich die rund 400 Jahre alte Kreuzeiche an der Abzweigung (⊙) der Adelhauser Straße auf die Ottwanger Straße (K 6333). Da die Hauptäste stark angefault waren, musste die Krone der Eiche aus Verkehrssicherungsgründen Ende 2016 gekappt werden. Übrig blieb der Baumstumpf, der nach wie vor Habitat für Insekten, Fledermäuse und Vögel bildet. Der Umfang der Kreuzeiche beträgt 5,30 Meter und hatte eine maximale Höhe von 22 Metern. Unweit des Standortes der Eiche befindet sich der Wanderparkplatz „Kreuzeiche“ mit einer Schutzhütte.
Siehe auch: Liste markanter und alter Baumexemplare in Baden-Württemberg

## Infrastruktur und Wirtschaft

### Bildungseinrichtungen

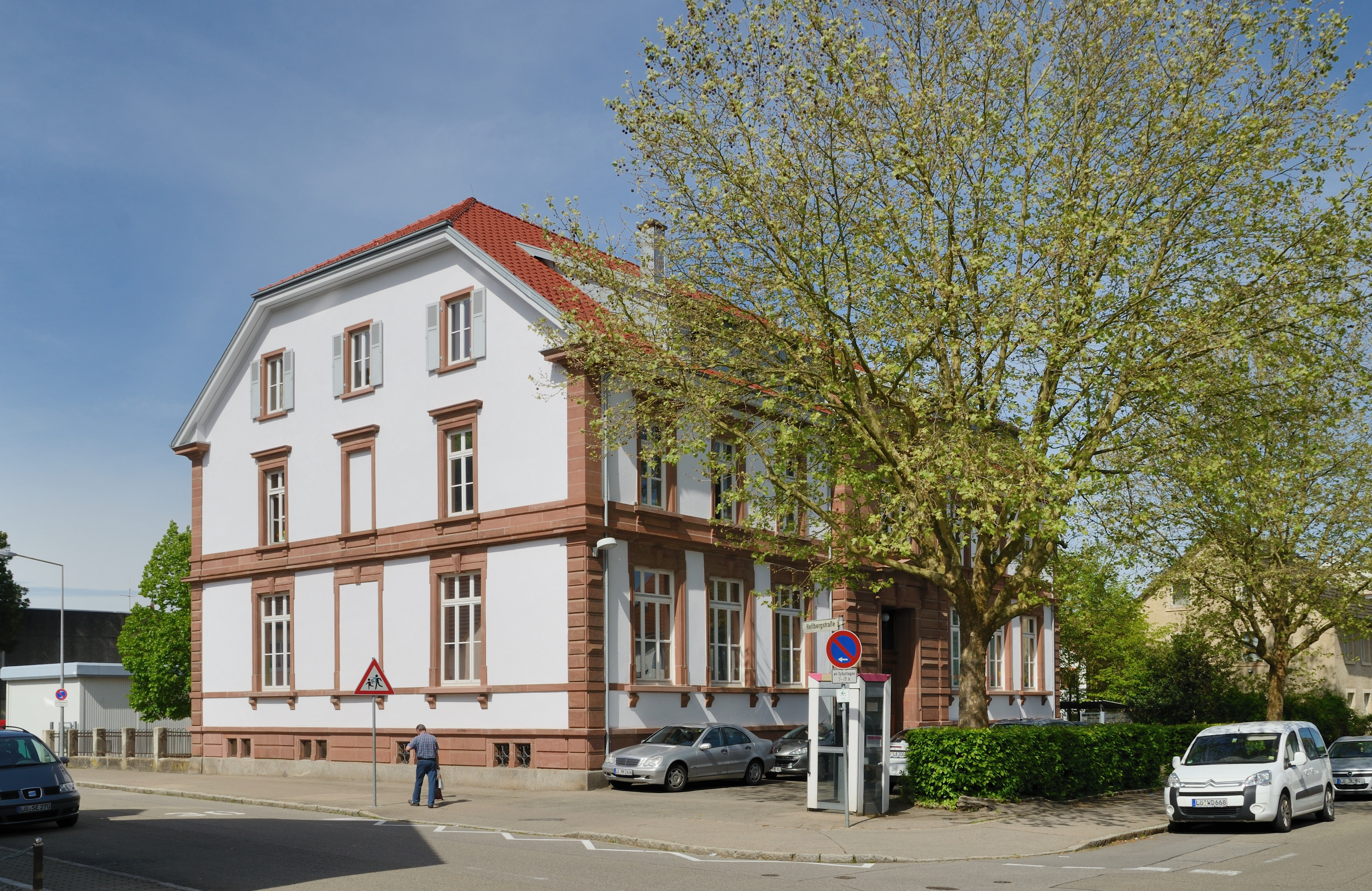
Hellbergschule

Spätestens seit dem 17. Jahrhundert hat Brombach eine Schule und ein Lehrer ist urkundlich seit 1604 belegt. Bis ins 18. Jahrhundert hinein haben Lehrer ihren Beruf nebenamtlich getätigt und sich beispielsweise nebenbei als Gerichtsschreiber betätigt. Vor 1660 wurde zwar ein Schulhaus in Brombach errichtet; dieses überdauerte die nachfolgenden Kriege jedoch nicht. Da bis weit in das 18. Jahrhundert hinein Lehrer in ihren eigenen Wohnungen Unterricht abhielten, erwarb das Dorf 1786 ein Wohnhaus, welches zum Schulhaus umgebaut wurde und bis zur Neuerrichtung 1840/43 diesen Zweck erfüllte.
In Brombach befindet sich heute die Hellbergschule, die als Grund-, Haupt- und Werkrealschule genutzt wird. Der Altbau der Schule stammt aus dem Jahr 1892. Das Haus der Vereine in der Alten Gewerbeschule aus dem Jahr 1913 in der Badstraße wird heute als Außenstelle der Volkshochschule Lörrach genutzt.
Zum Schuljahr 2021/2022 eröffnete die Schöpflin Stiftung in Lörrach-Brombach eine einzügige inklusive Grundschule mit gebundenem Ganztagesbetrieb.

### Verkehr

#### Straßenverkehr
Nördlich der Gemarkung Brombachs führt die Bundesstraße 317, die das Wiesental mit Lörrach verbindet. Durch den Ortskern selbst führt eine Durchgangsstraße, die parallel zur Bundesstraße verläuft.

#### Schienenverkehr

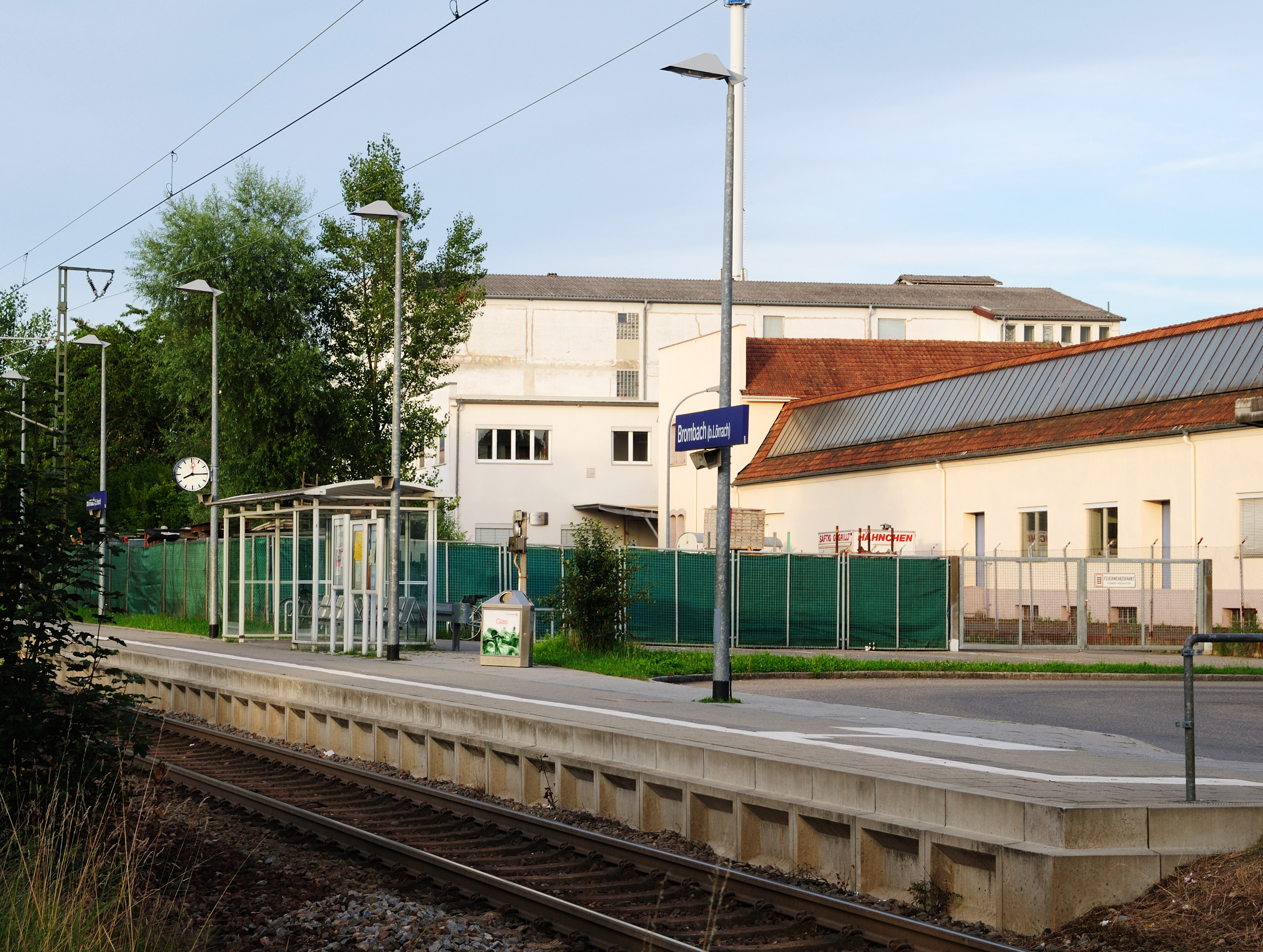
S-Bahn-Haltepunkt Brombach/Hauingen

Die Ortschaft hat einen Haltepunkt an der Wiesentalbahn, die von den S-Bahn-Linien S5 und S6 der S-Bahn Basel u. a. nach Basel, Weil am Rhein, Steinen, Schopfheim und Zell im Wiesental verkehrt. Im Jahr 2002 entstand im Rahmen der Umstellung auf den S-Bahn-Betrieb ein neuer Haltepunkt mit erhöhtem Bahnsteig, um den Anforderungen (vor allem in puncto Barrierefreiheit) besser gerecht zu werden.
Den Haltepunkt an der Wiesentalbahn teilt sich der Ort mit der Nachbargemeinde Hauingen. Zum Fahrplanwechsel 2009/2010 am 13. Dezember 2009 wurde er deshalb von Brombach (b Lörrach) in Lörrach-Brombach/Hauingen umbenannt.
Im Jahr 2010 wurde am Haltepunkt Brombach/Hauingen – genauso wie an allen anderen Stationen der Wiesentalbahn – ein elektronischer Zuganzeiger installiert.
Der frühere Bahnhof Brombach verzeichnete 1924 besonders hohe Fahrkartenverkäufe. So wurden insgesamt 136.036 Fahrkarten verkauft.

#### Busverkehr
Die Buslinien 6 und 16 des Regio Verkehrsverbundes Lörrach verbinden Brombach mit den anderen Stadt- und Ortsteilen Lörrachs sowie mit Weil am Rhein und Riehen.

### Feuerwehr

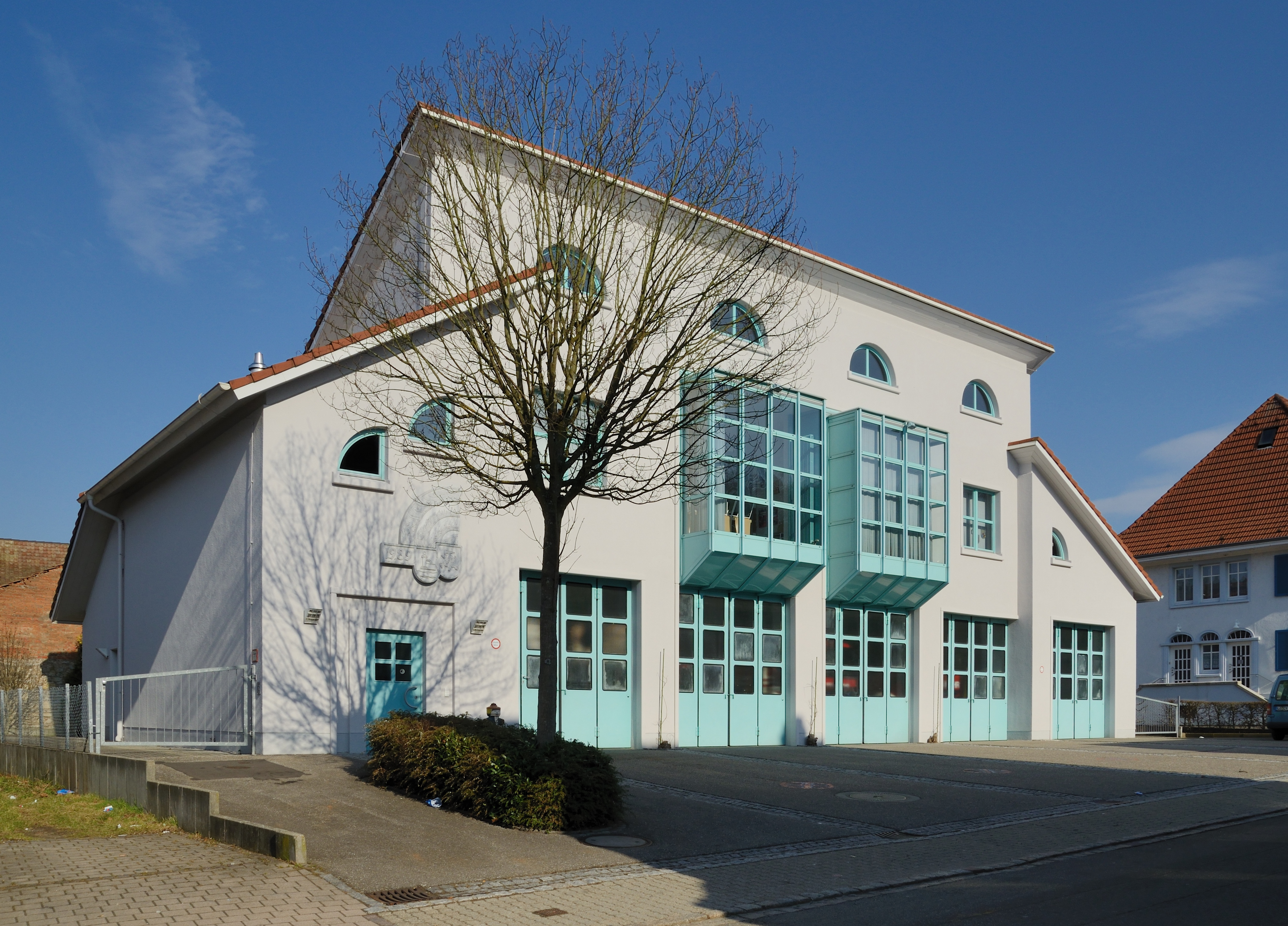
Freiwillige Feuerwehr Brombach

Brombachs Feuerwehr wurde 1872 als Freiwillige Feuerwehr gegründet und 1974 als Abteilung der Feuerwehr Lörrach eingegliedert. Ihr gehören 44 aktive Feuerwehrleute, zwölf Jugendfeuerwehrleute und 18 Angehörige der Altersmannschaft an. Neben Brandeinsätzen für den Ort ist sie auch für Verkehrsunfälle im Verbund mit den Ortsteilen Haagen und Hauingen zuständig.

### Stromtrasse
Im südlichen Teil Brombachs durch das Besiedlungsgebiet auf dem Bühl verlaufen zwei Hoch- und eine Höchstspannungsleitung. Bei den Hochspannungsleitungen handelt es sich um zwei je 110 kV-Leitungen, die von den Kraftübertragungswerken Rheinfelden nordwärts führen. Bei der Höchstspannungsleitung handelt es sich um eine 380 kV-Leitung. Sie führt vom Umspannwerk Kühmoos ins nordbadische Daxlanden.

### Wirtschaft

Historischer Briefkopf der Reiss-Walzenmühle aus dem Jahr 1908

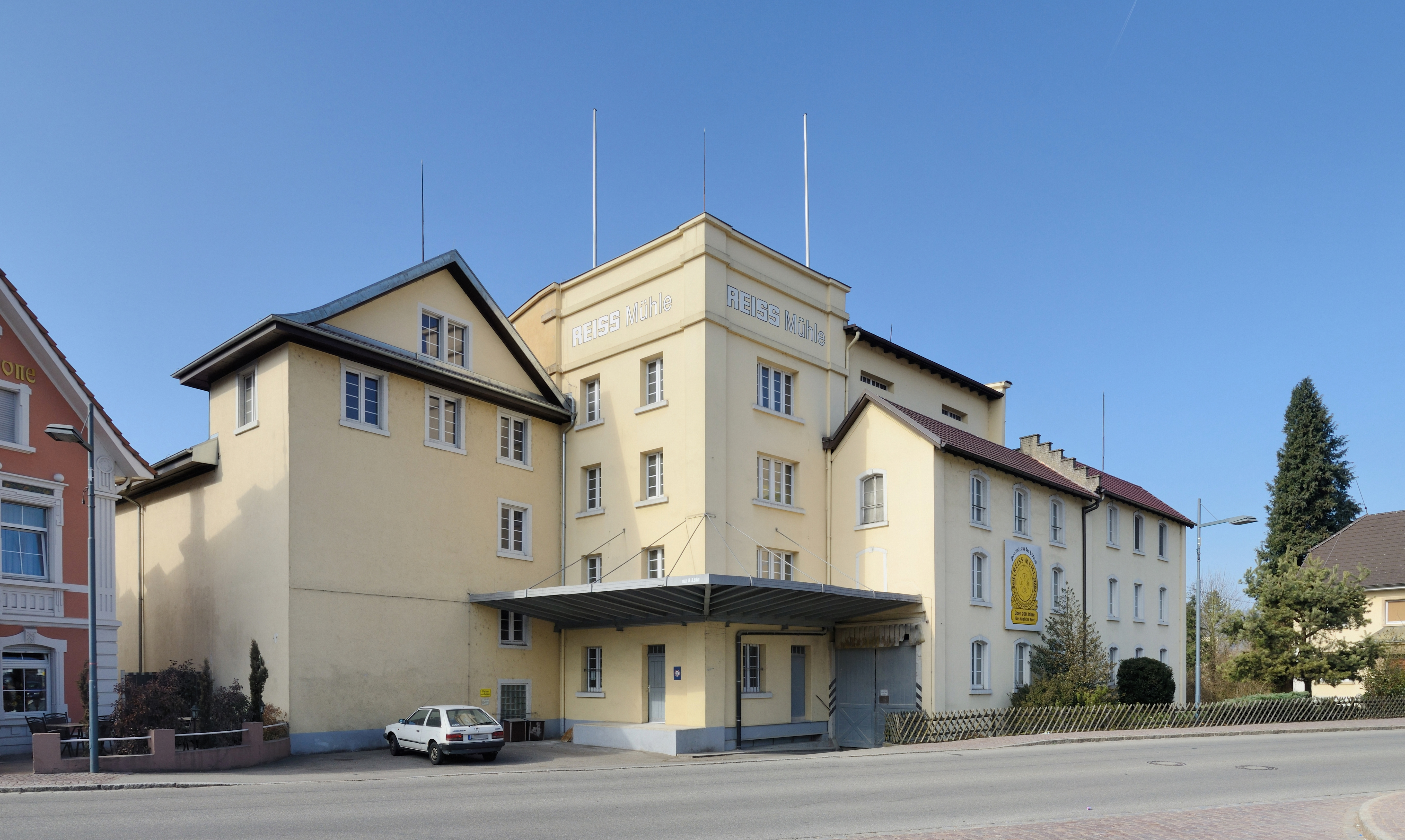
Die ehemalige Reissmühle im Dorfkern von Brombach (2012)

Im Zentrum Brombachs befand sich die traditionsreiche Mehlfabrikation Reiss-Mühle. Die Ursprünge des Unternehmens gehen auf den Müller und Bäcker Johann Reiss zurück. Er kaufte 1782 eine alte Mühle, die urkundlich auf das Jahr 1573 zurückgeht. Täglich wurden in der 1902 vollständig neu aufgebauten und 2014 umfangreich modernisierten Mühle bis zu 150 Tonnen vermahlen. Nach 237-jährigem Betrieb beendete das Unternehmen im April 2019 seinen Geschäftsbetrieb.
Noch um die Jahrhundertwende war die Lauffenmühle an der Wiese mit rund 400 Arbeitern einer der größten Arbeitgeber Brombachs. Der textilveredelnde Betrieb wurde 1899 von Adolf Feer (1862–1913) aus der Schweiz unter dem Namen Appretur & Druckerei Brombach GmbH gegründet und 1963 von der Lauffenmühle in Lauchringen übernommen. Nach der fünften Insolvenz des Unternehmens Anfang 2019 wurde der Gesamtbetrieb am 31. Juli 2019 geschlossen. In Brombach betraf dies noch 76 Mitarbeiter.
Das zentrale europäische Distributionslager des internationalen Modeunternehmens Tally Weijl befindet sich seit 1999 in Brombach, auf dem Gelände des früheren Logistikzentrums des ehemaligen Großversandhauses Schöpflin. Ebenfalls in den ehemaligen Räumen von Schöpflin befindet sich der Hauptsitz des Textilversandhändlers Mode & Preis.
Der schweizerische Zementproduzent Holcim Kies und Beton GmbH unterhält in Brombach einen Produktionsstandort. Dazu unterhält er am südlichen Ortseingang unweit der Wiesentalbrücke, einem Teil der A 98, ein Zementwerk mit einer 26 Meter hohen Vertikalanlage. Die Anlage wurde Anfang der 1980er Jahre eigens für die Errichtung der Autobahnbrücke eröffnet.
Ebenfalls ist durch die Textilindustrie das Unternehmen Wenk-Walzen in Lörrach ansässig. Das Unternehmen ist im Jahr 1919 von Karl Wenk gegründet worden und besteht seit vier Generationen in Familienbesitz.

## Persönlichkeiten

### Söhne und Töchter
- Hermann Schumann (1810–1885), Weingutbesitzer und Abgeordneter im nassauischen Landtag
- Emil Frey  (1898–1995), Schweizer Unternehmer
- Rudi Krawitz (* 1943), Universitätsprofessor für Pädagogik
- Erich Marx (1921–2020), Unternehmer, Kunstsammler und Mäzen
- Hans Schmidberger (1925–2024), Architekt und emeritierter Hochschullehrer
- Volkmar Staub (* 1952), Kabarettist
- Gabi Roth (geborene Lippe, * 1967), Leichtathletin und Olympiateilnehmerin

### Weitere Persönlichkeiten
Der deutsche Internist Wilhelm His verbrachte seine letzten Lebensjahre in Brombach, verstarb 1934 dort und wurde in seiner Geburtsstadt Basel bestattet.
In Brombach beheimatet ist der ehemalige erfolgreiche Sportschütze Karl Wenk. Wenk errang viele nationale und internationale Titel, darunter war er vierfacher Europa- und zweifacher Weltmeister sowie Teilnehmer an drei Olympischen Spielen. Wenk führte die Walzengravurenfabrik Karl Wenk GmbH seines Vaters weiter. Er war auch als Jäger tätig, der ein Revier von 900 Hektar Wald in Brombach pachtete.

## Filme
- Eine Liebe in Deutschland, Drama, Deutschland, 1983, 132 Min., Regie: Andrzej Wajda